# Cronômetro

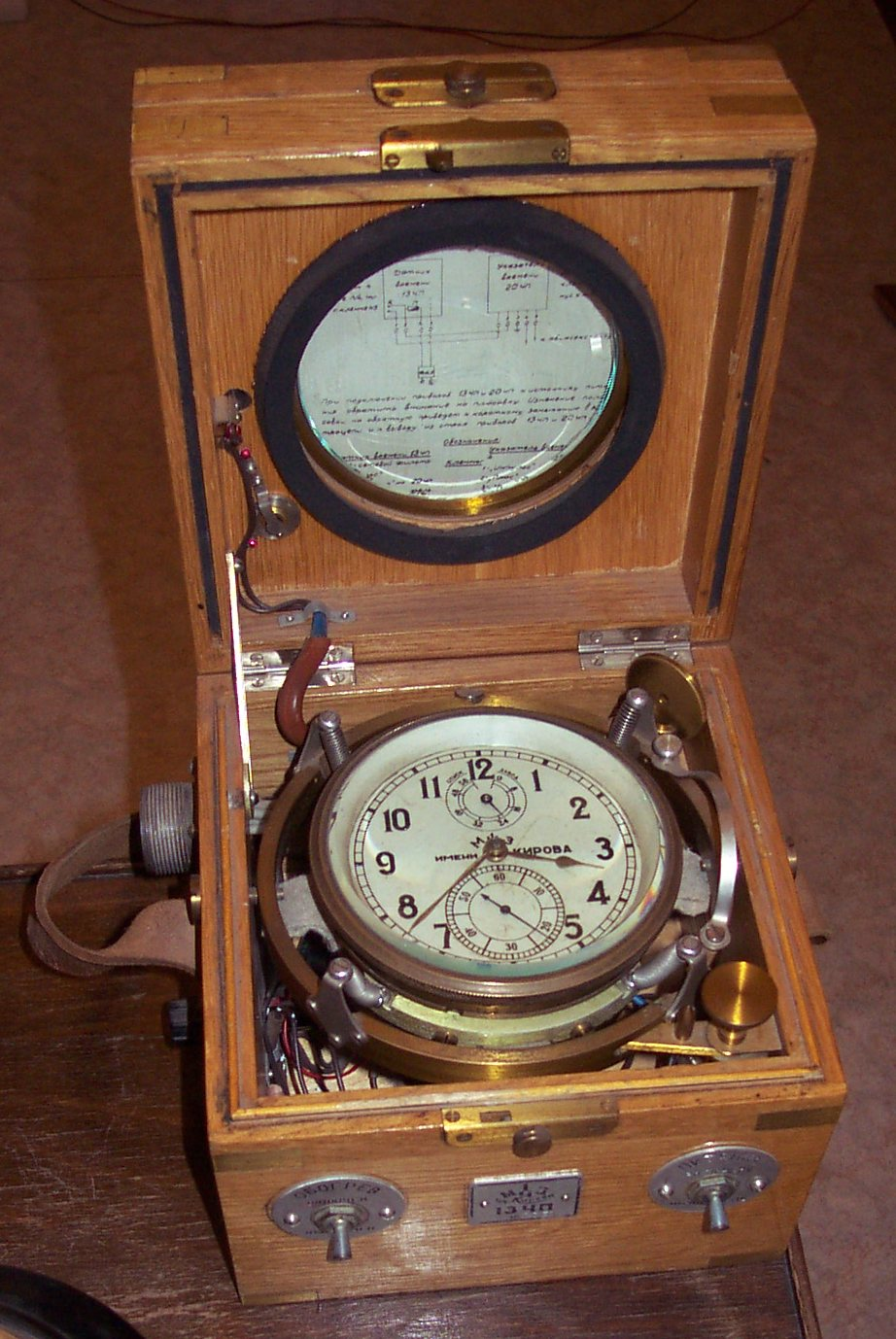
Cronômetro marinho russo

O termo cronômetro (português brasileiro) ou cronómetro (português europeu) (do grego: Χρονόμετρο) refere-se a um certificado que atesta a alta precisão de um relógio. Na Suíça apenas relógios certificados pelo COSC (Contrôle Officiel Suisse des Chronomètres) podem ser chamados de cronômetro.
O termo chronometer foi originalmente cunhado por Jeremy Thacker de Beverley, na Inglaterra em 1714, para se referir a sua invenção de um relógio instalado em uma câmara de vácuo, utilizado para auxiliar a navegação ao determinar rotas marítimas mais seguras e precisas através da utilização das estrelas para navegação noturna e para determinar a longitude.
O cronômetro no formato que conhecemos hoje surgiu na década de 1860 a partir de evoluções do cronômetro original realizadas pelas empresas Seiko e Tag Heuer.